# Bahlul ibn Marzuq
Bahlul ibn Marzuq (àrab: بهلول بن مرزوق, Bahlūl ibn Marzūq) (La Puebla de Castro, Osca, ?-el Pallars, vers 802) fou valí de Waixqa (Osca).
Es va rebel·lar el 797 a la ciutat de Saraqusta contra al-Hàkam I i en favor d'Abd-Al·lah ibn Abd-ar-Rahman, i el seu pare, senyor del castell de Muns, el va lliurar als Banu Salama, però va escapar i es va refugiar a Selgua (Montsó), on es va rebel·lar i vèncer el governador dels Banu Salama, ocupant Waixqa i Barbitanya. El 798 anà a la Dieta de Tolosa amb Guillem de Tolosa, qui en nom de Lluís el Pietós coordinava les operacions per conquerir ath-Thaghr al-Alà, i on també assistiren ambaixadors d'Alfons II d'Astúries.
El 799 Abu-Imran va reconquerir Waixqa on es va reunir amb Abd-Al·lah ibn Abd-ar-Rahman, però aquest va marxar a Balànsiya quan Bahlul Ibn Marzuq tornava a conquerir la ciutat el 800, i es va reconciliar amb al-Hàkam I. Bahlul Ibn Marzuq també va prendre Turtuixa el 800. El general Amrús ibn Yússuf, enviat per l'emir de Còrdova, va reconquerir Saraqusta i Waixqa el 801 aproximadament. Bahlul va fugir al Pallars, on fou assassinat pel seu lloctinent Khàlaf ibn Ràixid vers el 802, el qual tenia en aquest moment el domini sobre la Barbitània o Barbitanya, és a dir la regió de Barbastre i Llitera a la Ribagorça.
Les peripècies de Bahlul van ser recollides per l'historiador i geògraf musulmà Al-Udhrí en una urjuza o poema èpic escrit en àrab conegut com Urjuza de Bahlul.